# В ночь
В ночь — бельгийский постапокалиптический научно-фантастический драматический сериал, созданный Джейсоном Джорджем по мотивам польского фантастического романа Яцека Дукая «Старость аксолотля» 2015 года. Премьера сериала на Netflix состоялась 1 мая 2020 года. Это первый бельгийский оригинальный сериал Netflix. 1 июля 2020 года Netflix продлил сериал на второй сезон, премьера которого состоялась 8 сентября 2021 года.
В 2023 году Netflix неожиданно отменил продолжение сериала.

## Сюжет
Сериал рассказывает о людях, которые угнали самолёт, вылетавший ночным рейсом из Брюсселя в Москву. Теренцио (Стефано Кассетти), угонщик, был итальянским солдатом НАТО. Он пробирается к рейсовому самолёту и требует скорейшего взлёта. Происходит некая катастрофа, в результате которой солнечный свет оказывает смертельное воздействие на людей. Самолёт направляется на запад, пытаясь выжить в этой катастрофе, которая убивает все живые организмы в светлое время суток. Пилоты Матьё (Лоран Капеллуто) и Сильви (Полин Этьен) делают всё возможное, чтобы солнце оставалось позади. Группа выживших пытается решить проблемы с нехваткой топлива, облучённой пищей и другими проблемами в пути, чтобы добраться до подземного военного бункера.

## В ролях

### Главные роли
| Актёр               | Роль                                                                              |
| ------------------- | --------------------------------------------------------------------------------- |
| Полин Этьен         | Сильви Бриджит Дюбуа бывший военный пилот вертолёта                               |
| Лоран Капеллуто     | Матьё Даниэль Дуэ второй пилот                                                    |
| Стефано Кассетти    | Теренцио Маттео Галло офицер НАТО                                                 |
| Мехмет Куртулуш     | Аяз Кобанбай загадочный турецкий мужчина                                          |
| Бабетида Саджо      | Лаура Джало медсестра по уходу на дому                                            |
| Ян Бийвоет          | Ричард «Рик» Мертенс охранник, который ехал в Москву повидаться со своей девушкой |
| Ксаверий Шленкиер   | Якуб Кисловски механик                                                            |
| Винсент Лондес      | Хорст Боден климатолог                                                            |
| Регина Биккинина    | Зара Облонская русская мать, у которой есть больной сын Доминик                   |
| Альба Гайя Беллуджи | Инес Мелани Риччи интернет-знаменитость                                           |
| Набиль Маллат       | Осман Азизи уборщик аэропорта                                                     |
| Николя Алехин       | Доминик сын Зары                                                                  |
| Астрид Уэттнолл     | Габриэль Ренуар стюардесса (сезон 1)                                              |

### Роли второго плана
| Актёр           | Роль                                                  |
| --------------- | ----------------------------------------------------- |
| Борис Шиц       | польский солдат в бункере приглашенный актёр, 1 сезон |
| Джеймс Макэлвар | Фредди постоянный состав, сезон 1                     |
| Эдвин Томас     | Роджер постоянный состав, сезон 1                     |
| Робби Нок       | Джон постоянный состав, сезон 1)                      |
| Михаил Мутафов  | Волков постоянный состав, 1 сезон                     |
| Лаура Сепуль    | Хлои постоянный состав, 1 сезон                       |
| Ясин Фадель     | Набиль постоянный состав, 1 сезон                     |

## Список серий
| Сезон | Серии | Серии | Даты показа     | Даты показа     |
| ----- | ----- | ----- | --------------- | --------------- |
| 1     | 6     | 6     | 1 мая 2020      | 1 мая 2020      |
| 2     | 6     | 6     | 8 сентября 2021 | 8 сентября 2021 |

### 1 сезон (2020)
| № | Название   | Режиссёр                    | Автор сценария | Дата премьеры |
| --- | ---------- | --------------------------- | -------------- | ------------- |
| 1 | «Сильви»   | Инти Кальфат и Дирк Верхейе | Джейсон Джордж | май 1, 2020   |
| Пассажиры собираются в аэропорту Брюсселя для полёта в Москву. Телевизоры в аэропорту начинают показывать людей, потерявших сознание во время трансляции. Обезумевший офицер НАТО (Теренцио) выхватывает винтовку и пробирается в самолёт, который только-только начал посадку. Он требует, чтобы второй пилот (Матьё) немедленно взлетел в западном направлении, стреляет ему в руку и повреждает радио. Когда капитан и бортпроводник всё ещё находятся в аэропорту, Сильви, бывший военный пилот вертолёта, добровольно помогает им, и они взлетают в сторону Исландии. Теренцио объясняет, что дневной свет убивает все живые существа, когда он движется по Земле. Лаура, работница дома престарелых, ухаживает за раной Матьё. Пассажир, кажется, заболевает, когда Аяз обезоруживает Теренцио. Самолёт приближается к международному аэропорту Кеблавик, но обнаруживает, что он находится в хаосе, и Матьё решает повернуть назад и приземлиться в RAF Kinloss, Шотландия. После приземления на явно заброшенной базе в телефонах пассажиров появляются сообщения новостей, подтверждающие утверждения Теренцио. К самолёту подъезжают трое военнослужащих РАФ. |            |                             |                |               |
| 2 | «Якуб»     | Инти Кальфат и Дирк Верхейе | Джейсон Джордж | май 1, 2020   |
| В воспоминаниях инженер Якуб находится дома со своей женой. Пострадавший пассажир умирает, а солдаты предупреждают, что они должны лететь на запад и следовать за ночью. Мать, Зара, не верит в сложившуюся ситуацию, и её нужно отправить в самолёт вместе с сыном Домиником (ожидающим операции в Москве по поводу муковисцидоза) перед вылетом в Канаду. Сильви раскрывает Якубу, что намеревалась покончить жизнь самоубийством после этого полёта из-за смерти своего парня, и гальванизирует его. В самолёте восстановлен доступ в Интернет. Хорст выдвигает гипотезу о том, что произошёл выброс высокоионизирующего гамма-излучения от Солнца, что было встречено религиозными аргументами Рика. Аяз обнаруживает, что британские солдаты предстали перед военным трибуналом за изнасилование и убийство, и предупреждает Сильвию. После приземления в Канаде Матьё отправляет солдат в город на поиски радиоприёмника на замену, и они настаивают на сопровождении Якуба и бортпроводницы Габриель. Якуб пытается запереть солдат на складе и вернуться в самолет с Габриель, но должен оставить её в затруднительном положении, поскольку солдаты убегают в погоню. Самолёт взлетает с Якубом на борту, когда солдаты преследуют его по взлетно-посадочной полосе, стреляя и разбивая окно. |            |                             |                |               |
| 3 | «Матьё»    | Инти Кальфат и Дирк Верхейе | Джейсон Джордж | май 1, 2020   |
| В воспоминаниях показано, как Матьё изменяет своей жене. Теренцио требует, чтобы Матьё прекратил принимать односторонние решения, в то время как другие защищают капитана. Американский лётчик по радио рассказывает о безопасном убежище на Гавайях. Рик присоединяется к призывам к демократии на борту. Сбои в работе электроники заставляют Матьё подозревать, что один из солдат спрятан в шасси. В ответ он переходит на большую высоту, но должен снова спуститься после того, как вылетит повреждённое окно. Аяз, Теренцио и Якуб спускаются к шасси, и Аяз спасает Теренцио, убивая солдата. Лаура уговаривает Матьё лететь ниже идеального в пользу Доминика. Осман, сотрудник авиакомпании, рассказывает, что Аяз вырезал мешок с драгоценными камнями из живота первого умершего пассажира, когда он был похоронен. Он признаёт, что заплатил этому человеку за контрабанду камней. Пассажиры обсуждают виновность Аяза в смерти, и он скован наручниками в отсеке авионики. |            |                             |                |               |
| 4 | «Аяз»      | Инти Кальфат и Дирк Верхейе | Джейсон Джордж | май 1, 2020   |
| В воспоминаниях Аяз жестоко избивает мужчину, угрожая подать на него в суд за поведение одной из его проституток. После приземления на Аляске группа проводит импровизированный суд над Аязом, который защищал его Теренцио, и решает, что он может остаться в качестве пассажира на обратном рейсе в Брюссель после того, как Теренцио раскрывает слухи о существовании убежища НАТО. Хорст предполагает, что солнечное излучение сделало свежие продукты бесполезными. Матьё признаётся Сильви в романе с бортпроводником, оставленным в Брюсселе. Матьё, похоже, сломался, и его вынимают из кабины для отдыха. По радио слышна загадочная передача российского космонавта. Инес обнаруживает, что убежище на Гавайях так и не было завершено и не является жизнеспособным вариантом для выживания. Матьё падает в унитаз, и Лаура приходит к выводу, что его рана заглохла, что выражает настоятельную необходимость ампутировать инфицированную ткань. Сильви садится в самолет в Брюсселе только с инструкциями из видео на YouTube. Хорст предполагает, что радиация также сделала реактивное топливо, которым они заправлялись на Аляске, и, вероятно, любое будущее реактивное топливо, которое они найдут, в значительной степени непригодным для использования.                            |            |                             |                |               |
| 5 | «Рик»      | Инти Кальфат и Дирк Верхейе | Джейсон Джордж | май 1, 2020   |
| Воспоминания показывают, что Рик в радостной наивности разговаривает с русским мошенником в сфере онлайн-свиданий. Якуб и Осман находят неповреждённое топливо на несколько сотен миль полета и заправляют баки самолёта. Лаура, Хорст и Зара отвозят Матьё и Доминика в ближайшую больницу, чтобы оперировать капитана и собрать медикаменты. Лаура успешно ампутирует инфицированную ткань Матье. Доминик поражён животным, пережившим катастрофу. Тем временем Теренцио, Аяз и Рик входят в штаб-квартиру НАТО, чтобы найти дополнительную информацию об убежище. Пока Рик определяет приблизительные координаты бункера под плотиной в Болгарии, просматривая записи видеонаблюдения, Теренцио и Аяз вступают в драку в конференц-зале после того, как Теренцио насмехается над ними. Теренцио оставляет Аяз умирать, что видел Рик, заявляя остальным, что Аяз решил самостоятельно вернуться к самолёту. Сильви посещает её дом, где она намеревается умереть рядом с прахом своего парня, но Якуб убеждает её вернуться после того, как они разделяют смущённый поцелуй. Пока самолёт готовится к вылету в Болгарию, на взлётно-посадочную полосу выезжает тяжело раненый Аяз. |            |                             |                |               |
| 6 | «Теренцио» | Инти Кальфат и Дирк Верхейе | Джейсон Джордж | май 1, 2020   |
| Теренцио просыпается в наручниках в отсеке авионики, куда его прогнали пассажиры. Рик примиряется с Аязом, оставив его в штаб-квартире НАТО. Пассажиры обсуждают дефицит времени, с которым они столкнутся при приземлении в Болгарии, и решают взять с собой Теренцио. После приземления они мчатся к бункеру на двух джипах. Первая группа прибывает на территорию и обнаруживает, что ворота должны быть открыты для второго джипа. Теренцио добровольно остается в поисках искупления, пока остальные ищут бункер. Сильви приковывает его наручниками к контролю ворот, чтобы гарантировать, что его слово сдержано, намереваясь, чтобы вторая группа освободила его, когда они пройдут. Аяз, получивший травму головы в драке с Теренцио, разбивает джип, и группа идёт пешком. Они повернули не туда и попали к другим воротам. Первая группа находит вход в бункер и взламывает его, спускаясь по туннелю внутри, в то время как Сильви ждёт остальных, которые вскоре прибудут. Не в силах освободиться от наручников, Теренцио наблюдает за восходом солнца и поддаётся его лучам. Вторая группа находит Сильви и вместе входит в бункер. Их встречает командир, который сообщает Сильви, что проблема солнца может быть решена с их помощью.                                                |            |                             |                |               |

### 2 сезон (2021)
| № | Название | Режиссёр        | Автор сценария | Дата премьеры    |
| --- | -------- | --------------- | -------------- | ---------------- |
| 1 | «Зара»   | Набиль бен Ядир | Джейсон Джордж | сентябрь 8, 2021 |
| Группа выживших с самолёта обживается в бункере под плотиной на озере Балатон, где уже обретаются разношёрстные военные под командованием полковника Лома и двое чиновников Евросоюза. Ученый Хорст пытается выработать средство защиты от солнца, используя бегающих по бункеру крыс, Аяз пытается сблизиться с Зарой. Между тем военные, уверенные в том, что люди с самолёта погубили Теренцио, всячески пытаются им навредить. Однажды они подставляют Инес и та случайно сжигает часть провизии. Думая, как избежать голода, герои вспоминают о хранилище судного дня в Норвегии и решают снарядить экспедицию. Позже, когда все отдыхают, Доминик замечает крысу и решает поймать её для Хорста. Зара следует за ним, чтобы вернуть в его комнату. Вдвоем они заходят в котельную и вдруг за ними захлопывается дверь. |          |                 |                |                  |
| 2 | «Лаура»  | Набиль бен Ядир | Джейсон Джордж | сентябрь 8, 2021 |
| Зара и Доминик оказались в смертельной ловушке, ключей от котельной нет, а надолго выключить котлы грозит аварией для всего бункера. Пока Аяз отчаянно пытается выломать дверь, Сильви и полковник Лом решают отправиться на самолёт и взять оттуда газовый резак. По дороге они замечают тело всё ещё прикованного Теренцио, что вызывает вопросы у Лома. Прибыв на аэродром, они обнаруживают, что кто-то нанёс по нему ракетный удар, уничтожив самолёт. Когда они возвращаются, в бункере идет стычка между солдатами и Аязом, который продолжает безрезультатные попытки выломать дверь, а солдаты требуют от находящейся за ней Зары запустить котлы. Дело доходит до стрельбы, которая приводит к гибели полковника Лома. Зара, понимая, что попытки спасения её и Доминика грозят гибелью остальных, запускает котлы. |          |                 |                |                  |
| 3 | «Инес»   | Камиль Деламарр | Джейсон Джордж | сентябрь 8, 2021 |
| В конце концов котельную вскрывают, но к тому времени Зара и Доминик погибают от теплового удара. Похоронив их, а также полковника Лома, выжившие собираются в экспедицию в Норвегию. Найдя на другом аэродроме подходящий самолёт, Матьё, Аяз, Оман, Якуб, солдат-поляк Маркус и чиновница Теа отправляются в экспедицию. Перед полетом Маркус оставляет Инес, с которой сблизился, письмо на случай своего невозвращения. Когда они улетают, солдаты, воспользовавшись отсутствием наиболее сильных противников со стороны пассажиров, начинают совершенно бессмысленное расследование гибели Теренцио. Сильви, Лора, Инес, Рик и Хорст оказываются в опасности. |          |                 |                |                  |
| 4 | «Джиа»   | Набиль бен Ядир | Джейсон Джордж | сентябрь 8, 2021 |
| Сильви, видя устроенный военными произвол, решает сбежать. Но всё портит Рик. Опасаясь за себя, он выдаёт военным планы Сильви. Тем временем Матьё, Аяз и остальные прибывают в Норвегию и приземлившись недалеко от бункера, начинают готовить самолёт к погрузке семян. Военные продолжают терроризировать пассажиров, при этом их даже не пугает угроза Хорста прекратить работы по выращиванию овощей. Инес удается по рации связаться с членами экспедиции и сообщить о происходящем в бункере. Те в это время вскрывают хранилище, где встречают выжившую. |          |                 |                |                  |
| 5 | «Теа»    | Камиль Деламарр | Джейсон Джордж | сентябрь 8, 2021 |
| Узнав, что случилось в бункере, Аяз понимает, что нужно поскорее возвращаться. Матьё и остальные собирают необходимые семена, но им мешает выжившая - сошедшая с ума женщина-учёный Джиа. Военные выгоняют Инес из бункера и она уходит в ближайший городок. Аяз, Матьё и остальные спешат закончить погрузку и вернуться, пока военные не натворили дел, но тут Джиа, проникнув в самолёт, запирается в кабине и начинает крушить приборы. Инес, сидевшая в одном из домов в ожидании своей судьбы, слышит шум вертолёта. Она бежит на аэродром, где встречает прилетевших на вертолёте русских военных. Узнав от неё о бункере, русские вместе с Инес спешат туда. |          |                 |                |                  |
| 6 | «Асиль»  | Камиль Деламарр | Джейсон Джордж | сентябрь 8, 2021 |
| Ворвавшиеся в бункер русские обвиняют западных военных в нанесении ракетного удара по их военной базе. Тем удаётся убедить гостей в своей непричастности. Сильви понимает, что теперь их положение будет ещё хуже и вместе со своими товарищами решает бежать. В Норвегии Матьё и Якуб выбивают дверь в кабину, но видят, что Джиа перед гибелью успела нанести непоправимый урон, от чего Матьё впадает в отчаяние. Сильви и остальные, воспользовавшись устроенной военными попойкой, сбегают. Они решают угнать русский вертолёт и лететь к остальным в Норвегию. Во время побега Рик получает ранение и решает пожертвовать собой, чтобы дать остальным улететь. На бензовозе он таранит гнавшуюся за ними машину преследующих их военных и погибает вместе с ними, пока Сильви и остальные улетают на вертолёте. В это время Аяз сообщает Маркусу, что Инес прочитала ему оставленное Маркусом письмо. В нем тот каялся, что закрыл Зару и Доминика в котельной по приказу Лома, которому не нравилась своенравная и независимая Зара. Они не хотели их смерти, но не знали, что от котельной нет ключей. Разъярённый Аяз хочет убить Маркуса, но тут его отвлекает появившийся в хранилище турецкий маринолог Арман, который со своими товарищами выживал на подводной лодке турецких ВМФ "Якамоз-С245". Оставшиеся в бункере военные обнаруживают, что Хорсту удалось разработать материал, колпак из которого защитил оставленную на день крысу. |          |                 |                |                  |

## Производство
3 сентября 2019 года было объявлено, что Netflix заказал 6 серий для первого сезона. Сериал создан Джейсоном Джорджем, который также является исполнительным продюсером сериала вместе с Д.Дж. Талботом, Томеком Багинским и Яцеком Дукайем. Производственные компании, задействованные в сериале, должны были состоять из Ночных полётов. 1 июля 2020 года Netflix продлил сериал на второй сезон.
30 сентября 2019 года было подтверждено, что Мехмет Куртулуш, Астрид Веттнал, Полин Этьен, Бебетида Саджо, Лоран Капеллуто, Альба Беллуджи, Набиль Маллат, Регина Биккинина, Винсент Лондес, Ян Бийвоет, Стефано Кассетти, Ксавери Сзленаделькьер, Яна Сленаделькьер, и Николас Алешин будут участвовать в сериале.

## Критика
Сайт-агрегатор обзоров Rotten Tomatoes сообщил о 88%-ном рейтинге одобрения за первый сезон со средней оценкой 7,7 из 10 на основе 8 обзоров.